# 宝刀鱼属
宝刀鱼科為輻鰭魚綱鯡形目的其中一科。

## 分布
本科魚類廣泛分布於中西太平洋區及印度洋間之熱帶、溫帶海域。

## 深度
多在表層海面活動。

## 分類
宝刀鱼科其下僅有一屬：
- 寶刀魚屬(Chirocentrus)
  - 寶刀魚(Chirocentrus dorab)
  - 長頜寶刀魚(Chirocentrus nudus)

## 特徵
本科魚體延長，側扁，腹部無稜鱗。上下頷為犬齒，腸內有螺旋狀之環褶，消化道無憂門盲囊，鱗片小，腹鰭小，脊椎骨數70至74個，屬於海洋性魚類。

## 生態
本科魚喜歡在大洋沿岸表層水域活動，屬肉食性，以小型的魚類為食。

## 經濟利用
食用魚，但體薄瘦弱，市場較不常見，適合油炸或煎食。